# 영춘초등학교 별방분교
영춘초등학교 별방분교는 대한민국 충청북도 단양군에 있는 공립 초등학교이다.

## 학교 연혁
- 1936.04.01 영춘공립보통학교 부설 별방간이학교 인가
- 1943.04.18 별방공립국민학교로 개교
- 1996.03.01 별방초등학교로 교명 개칭
- 1998.03.01 별방초등학교·별방중학교 통합 운영
- 2022.03.01 영춘초등학교 별방분교로 통·폐합